# مقتل سكايلر نيز
سكاير أنيتي نيز (بالإنجليزية: Skylar Annette Neese)‏ (10 فبراير 1996 - 6 يوليو 2012)، فتاة أمريكية اختفت من منزلها في ستار سيتي، في فيرجينيا الغربية حوالي منتصف الليل في تاريخ 6 يوليو 2012. تم العثور على رُفاتها بعد حوالي ستة أشهر في 16 يناير 2013 في واين تاونشيب في مقاطعة جرين في بنسلفانيا.
قُتلت نيز على يد اثنتين من أصدقائها في المدرسة الثانوية وهما راشيل شواف (بالإنجليزية: Rachel Shoaf)‏ وشيليا إيدي (بالإنجليزية: Shelia Eddy)‏. في ديسمبر 2012، أخبرت راشيل السلطات بأنها وشيليا كانتا تخططان لقتل سكايلر. اعترفت بجريمة القتل من الدرجة الثانية في 1 مايو 2013. أدى اختفاء نيز إلى سن تشريع جديد لولاية فرجينيا الغربية بخصوص نظام الإبلاغ عن الأطفال المفقودين.

## خلفية

### الضحية
كانت سكايلر المولودة في 10 فبراير 1996 الابنة الوحيدة لديف وماري نيز، في ذلك الحين، كانت والدتها ماري تعمل كمساعد في إداري في إحدى مختبرات القلب، وأما والدها ديف فكان يعمل منتجاً في شركة وول مارت. وكانت سكايلر طالبة شرفية تطمح بأن تكون محامية جنائية، وكانت تعمل أيضاً في شركة مطاعم ويندي.

### الجُناة
الجانية الأولى شيليا راي إيدي (وُلِدت في 28 سبتمبر 1995) هي الطفلة الوحيدة لتارا كلندنين وجريج إيدي. وُلدت شيليا في بلاكسفيل في فيرجينيا الغربية. تطلق والداها في عام 2000 عندما وقع والدها في حادث سيارة أصيب على إثرها بإصابات دماغية وإعاقة دائمة. واصلت تارا حياتها كأم عزباء، وعملت كمحاسب لبيع السيارات. في أكتوبر 2010، انتقلت تارا إلى زوجها الجديد، جيم كلندنن، إلى مورغانتاون، في ولاية فرجينيا الغربية، حيث بدأت شيليا في حضور مدرسة مورغانتاون الثانوية وأصبحت طالبة شرف.
الجانية الثانية هي راشيل شواف (ولدت في 10 يونيو 1996) نشأت في مورغانتاون. وهي الابنة الوحيدة لروستي وباتريسيا شواف.
التحقت كلا الجانيتين بالمدرسة الثانوية مع ضحيتهما..

## الاختفاء
في 5 يوليو 2012، عادت سكايلر إلى منزلها في ستار سيتي في غرب فيرجينيا بعد أن انتهت من عملها في ويندي. اختفت من منزلها في تلك الليلة. وأظهر فيديو كاميرا المراقبة الموجود عند واجهة المنزل سكايلر وهي تغادر الشقة، عبر نافذة غرفة نومها حوالي الساعة 12:30 ليلاً. في 6 يوليو 2012 شُوهدت وهي تستقل سيارة بها فتاتان. قال والد نيز أنها لم تأخذ شاحن الهاتف المحمول الخاص بها أي أنها كانت تخطط للعودة إلى المنزل.

## الجريمة
في وقت متأخر من مساء يوم 5 يوليو 2012، أقنعت الجانيتين شيليا إيدي وراشيل شواف الضحية سكايلر بالتسلل من منزلها والمضي معهم في رحلة. كانت سكايلر والتي كان قد نشب بينها وبين الجانيتين خلافاً مؤخراً مترددة في البداية. ولكن بعد سلسلة من المكالمات الهاتفية والرسائل والمحادثات من الفتيات، غيرت سكايلر رأيها.
في حوالي الساعة 12:30 بعد منتصف الليل، قفزت سكايلر من نافذة غرفة نومها، وعبرت الشارع ودخلت المقعد الخلفي لسيارة ذات 4 أبواب غير معروفة. على مدار التحقيق في الشرطة ومكتب التحقيقات الفيدرالي، تم التعرف على السيارة بأنها تابعة لشيليا إيدي. ثم توجهت الفتيات الثلاث شمال ستار سيتي عبر طريق الولايات المتحدة رقم 19. كان الجناة قد خططوا للسفر على طول الطريق رقم 7 للولايات المتحدة، ولكنهم استداروا بعد اكتشاف سيارة تابعة لشرطة الولاية كانت تقف أمام إحدى صالات القمار. انتهى بهم الأمر اتخاذ طريق بديل لبلاكسفيل.
وصلوا في نهاية المطاف إلى وجهتهم عبر حدود ولاية بنسلفانيا، وهو المكان الذي تدخّن فيه الفتيات الثلاث من حين لآخر الماريجوانا. كان شيليا وراشيل تخططان لقتل سكايلر منذ أشهر. حيث غادروا منزل شيليا على استعداد لتنفيذ الهجوم عليها، حاملين معهم سكاكين المطبخ ومناشف ورقية، ومرطبات تبييض، ومنظفات الملابس، وملابس جديدة، ومجرفة. أخفوا السكاكين في ملابسهم وخبأوا المواد المتبقية في صندوق السيارة.
وبمجرد خروج الفتيات من السيارة، أخبر الجناة سكايلر بأنهم قد نسوا إحضار القداحة. تطوعت سكايلر بالعودة إلى السيارة لجلب قداحتها الخاصة. وبمجرد أن استدارت، بدأتا شيليا وراشيل في العد حتى "3"، وهي إشارة متفق عليها مُسبقاً. وعند إعطاء الإشارة، بدأتا بطعن سكايلر. حاولت الضحية الهروب، لكنها كانت قادرة على السير بضعة أقدام فقط قبل أن تقوم راشيل ضربها وطعنها حتى أردتها أرضاً وواصلت هجومها بعد ذلك. أثناء الهجوم، تمكنت سكايلر من خطف سكين راشيل، وفي محاولة واضحة للدفاع عن نفسها، ضربت ركبة راشيل. لكن إيدي استمرت بطعن سكايلر حتى توقفت عن إصدار أصوات الاستنجاد، وأظهرت أصوات شبيهة بالغرغرة. أظهر تحليل جثة سكايلر أكثر من 50 طعنة أصيبت بها.
بعد ذلك حاولتا راشيل وشيليا دفن الجثة، حيث قامتا بسحب الضحية إلى جانب الطريق. ولأن الأرض كانت صلبة وصخرية للغاية وصعبة للحفر فقد قاما بدلاً من ذلك بتغطية جسم سكايلر بالصخور والأغصان الساقطة والأوساخ. ثم عادوا إلى السيارة لتنظيف نفسيهما وتنظيف مسرح الجريمة. عند الانتهاء من القتل والتنظيف، غادر الجناة المكان، وتخلصوا من ملابسهم المُتلطخة بالدماء، وعادوا إلى منازلهم.

## التحقيق
لعدة أشهر، حققت الشرطة في عدة جوانب في اختفاء سكايلر. اعتبر اختفاء سكايلر في البداية هروباً من جانب سلطات إنفاذ القانون، ولم يصدر على الفور تحذير من المركز فيما يتعلق باختفاءها. وأشار بلاغ في وقت مبكر أن سكايلر قد شوهدت في ولاية كارولينا الشمالية، ولكن قرر قسم شرطة مدينة ستار أن الشخص المقصود لم تكن سكايلر. نشر والدا سكايلر منشورات عن ابنتهما المفقودة في مقاطعة مونونجاليا. وقررت الشرطة التحقيق مع صاحبة السيارة المجهولة التي شوهدت فيها سكايلر وهي صديقتها شيليا إيدي. اعترفت شيليا بإركاب سكايلر برفقتها لكنها ذكرت أنها تركتها بعد ساعة. انضم مكتب التحقيقات الفيدرالي وشرطة ولاية فرجينيا الغربية للبحث عن سكايلر في 10 سبتمبر 2012، وبدأوا في مقابلة أصدقاءها في المدرسة.
كُشف جزء كبير من القضية عندما اعترفت راشيل بالتآمر مع شيليا لقتل سكايلر. وكان الدافع لذلك بأنها «لم تعجبها». ذكر ديف والد سكايلر أن هاتين الفتاتين كانتا من بين أفضل أصدقاء ابنته، وأن شيليا إيدي ساعدت العائلة حتى في البحث عنها من خلال توزيع منشورات الأشخاص المفقودين. بعد اعترافها، قادت راشيل شواف المحققين إلى جثة سكايلر. في 13 مارس 2013، أصدر المدعي العام الأمريكي وليام جيه. نشرة صحفية تفيد بأن ثمة جثة عثر عليها في واين تاونشيب في مقاطعة غرين في بنسلفانيا في 16 يناير 2013 والتي تم تحديدها على أنها بقايا جثة سكايلر. وتم العثور على بقايا سكايلر على بعد أقل من 30 ميلاً من منزلها.
كانت علاقة سكايلر مع شيليا وثيقة للغاية عندما كانتا طفلتين ولكن ما لبثت حتى توترت صداقتهما عندما التقيا براشيل في المدرسة الثانوية. وبحسب ما ورد فإن سكايلر أصبحت مستاءة من رؤية صديقتيها في علاقة بينهما مشكوكة بها حيث تم الزعم بأن الجانيتين كانتا تمارسان الجنس عند نوم أو غياب سكايلر وأن بينهما علاقة مثلية. وأن الفتيات خشيتا أن تفضحهما سكايلر.

## المحاكمة
في 1 مايو 2013، أقرت راشيل بالذنب في جريمة قتل من الدرجة الثانية. يُشير نص المحكمة إلى أن الطلاب الآخرين سمعوا المحادثات بين راشيل وشيليا حول مؤامرة القتل، لكنهم لم يقوموا بالإبلاغ عنها، ظنًا أنها كانوا يمزحون. ووفقاً للمحكمة أقرت راشيل بأنها مذنبة بالقتل في الدرجة الثانية «بشكل غير قانوني، بوحشية، وبشكل متعمد، بشكل ضار ومتعمد يتسبب في وفاة سكايلار نيز عن طريق طعنها وإحداث إصابات قاتلة». في اتفاق الإقرار بالذنب، ستوصي ولاية فرجينيا الغربية بعقوبة السجن لمدة 40 عامًا. أصدرت أسرة راشيل اعتذارًا علنيًا عن أفعالها من خلال محاميها.
في 4 سبتمبر 2013، عرف المدعون العامون في ولاية فرجينيا الغربية شيليا إيدي على أنها الجاني المزعوم الثاني لقتل سكايلار نيز وأعلنت أنها ستتم محاكمتها كشخص بالغ. اتُهمت شيليا من قبل هيئة محلفين الكبرى في 6 سبتمبر 2013 بتهمة الاختطاف، والقيام بجريمة قتل من الدرجة الأولى، ومؤامرة لارتكاب جريمة قتل.
تم تحديد تاريخ المحاكمة في 28 يناير 2014. ومع ذلك، واجهت شيليا إيدي تهمة القتل من الدرجة الأولى في مواجهة احتمال اتهام السلطات الفيدرالية وسلطات ولاية بنسلفانيا بالإضافة إلى تهم فرجينيا الغربية. ونتيجة لذلك، حُكم على إيدي بالسجن مدى الحياة لعدم وجود عقوبة الإعدام في فرجينيا الغربية.
بعد إقرارها بالذنب في 1 مايو 2013، تم إيقاف راشيل شوف بتهمة القتل من الدرجة الثانية وحُكم عليها بالسجن لمدة 10 إلى 30 سنة.

## قانون سكايلر
لم يصدر بلاغ اختفاء سكايلر لحظة اختفاءها لأن الظروف لم تلبِ جميع المعايير الأربعة لإصدار البلاغ هي: (1) أن يُعتقد أن الشخص اختُطف؛ (2) أن يكون أقل من 18 عاماً؛ (3) أن يكون الطفل في خطر الموت أو الإصابة الخطيرة؛ (4) هناك معلومات كافية عن الاختفاء. كانت فترة الانتظار لمدة 48 ساعة قد انقضت قبل أن يُعتبر «المراهق» مفقودًا. قدم مشرع من ولاية فرجينيا الغربية من منطقة منزل عائلة سكايلر مشروع قانون جديد يُدعى قانون سكايلر لتعديل خطة المركز للتنبيه في فرجينيا الغربية لإصدار إعلانات عامة فورية عندما يتم الإبلاغ عن أي طفل مفقود أو مراهق معرض للخطر، بغض النظر عما إذا كان يُعتقد أن الطفل تم اختطافه أو لا. ظهرت أعمدة الرأي في كل من ولاية فرجينيا الغربية ووسائل الإعلام الوطنية دعمها لقانون سكايلر، وواجه القانون أيضاً نقداً وعيوب من البعض. في 27 مارس 2013، وافق مجلس مندوبي وست فرجينيا على قانون سكايلار بتصويت 98-0. في 12 أبريل 2013، أقر مجلس شيوخ ولاية فرجينيا الغربية بالإجماع القانون، لكنه أدخل تغييرات فنية طفيفة على القانون التي صوت عليها مجلس المندوبين لقبولها في نفس اليوم. وقع حاكم فرجينيا الغربية إيرل راي تومبلن التشريع في مايو 2013.

## وسائل الإعلام
- في 31 مايو 2013، غطى أندرسون كوبر قصة مقتل سكايلر نيز.
- في 7 مارس 2014، بثت قناة ديتلاين إن بي سي حلقة بعنوان «شيء شرير» والتي عرضت قصة مقتل سكايلر نيز.
- في 10 مارس 2014، غطى برنامج فيل ماكجراو في برنامجه دكتور فيل قصة سكايلر: خيانة أفضل الأصدقاء. وكان والدي سكايلر ديف وماريا حاضرين، وكذلك امرأتان وصفتا نفسيهما بـ «الأمهات الثانيات» لراشيل شواف.
- في 12 أبريل 2014، بثت قناة Life Dime Dick Clique، فيلم درامي خيالي مستوحاة من قصة مقتل سكايلر نيز. ومنذ ذلك الحين، تم توفيرها على نيتفليكس.
- في 18 يوليو 2014، غطت قناة 20/20 التابعة لشركة ABC قصة سكايلار في حلقة بعنوان «غير الصديق».
- في 22 أكتوبر 2014، قام برنامج LMN's Show I Killed My BFF بتغطية قصة سكايلر باستخدام تعليقات الوالدين والأصدقاء في حلقة بعنوان "Real Life Heathers".
- في 14 نوفمبر 2014، قام برنامج «تحقيقات ديسكفري» بتغطية قصة سكايلار في حلقة بعنوان «سكايلر نيز». يستخدم العرض فيديو المراقبة الواقعي لسكايلر والساعات الأخيرة من حياتها. تستخدم مقابلات الشخص الأول مع عائلتها وأصدقائها والمحققين.
- في 26 مارس 2016، عرضت ReelzChannel عرض لقصة سكايلر في حلقة بعنوان "Heathers".
- في 7 أغسطس 2016، عرضت قناة الأوكسجين قصة سكايلر في برنامج سنابيد.
- في 28 أكتوبر 2016، أظهر قناة إنفيستيفيشن ديسكفري قصة سكايلر في حلقة من بعنوان «اختفاء ابنة».